# Liste der Kulturgüter in Pfyn
Die Liste der Kulturgüter in Pfyn enthält alle Objekte in der Gemeinde Pfyn im Kanton Thurgau, die gemäss der Haager Konvention zum Schutz von Kulturgut bei bewaffneten Konflikten, dem Bundesgesetz vom 20. Juni 2014 über den Schutz der Kulturgüter bei bewaffneten Konflikten sowie der Verordnung vom 29. Oktober 2014 über den Schutz der Kulturgüter bei bewaffneten Konflikten unter Schutz stehen.
Objekte der Kategorien A und B sind vollständig in der Liste enthalten, Objekte der Kategorie C fehlen zurzeit (Stand: 1. Januar 2023).

## Kulturgüter
| Foto |                                                                                 | Objekt                                                 | Kat. | Typ | Standort                            | Beschreibung |
| ---- | ------------------------------------------------------------------------------- | ------------------------------------------------------ | ---- | --- | ----------------------------------- | ------------ |
| ja   | Datei hochladen · Wikidata zu Ad Fines, spätrömisches Kastell (Q1124663)        | Ad Fines, spätrömisches Kastell KGS-Nr.: 05137         | A    | F   | 714530 / 272630                     |              |
| ja   | Datei hochladen · Wikidata zu Breitenloo, neolithische Moorsiedlung (Q29526832) | Breitenloo, prähistorische Moorsiedlung KGS-Nr.: 09678 | A    | F   | Rietgässli 712300 / 272600          |              |
| ja   | Datei hochladen · Wikidata zu Pariätische Kirche St. Batholomäus (Q29526839)    | Paritätische Kirche St. Bartholomäus KGS-Nr.: 10224    | A    | G   | Städtli 714513 / 272625             |              |
| ja   | Datei hochladen · Wikidata zu Bauernhaus (Q29883242)                            | Bauernhaus KGS-Nr.: 13778                              | B    | G   | Steckbornstrasse 32 713892 / 273043 |              |
| ja   | Datei hochladen · Wikidata zu Ehemalige Schlosstrotte (Q29883243)               | Ehemalige Schlosstrotte KGS-Nr.: 13779                 | B    | G   | Städtli 1a.2 714360 / 272600        |              |
| ja   | Datei hochladen · Wikidata zu Schloss Pfyn (Q29883245)                          | Schloss KGS-Nr.: 13780                                 | B    | G   | Städtli 1a 714391 / 272619          |              |